# Ver
Lucius Ceionius Commodus Verus (15. prosinca 130. – 169. u Altinumu), suvladar Marka Aurelija od 161., do njegove smrti.
| Prethodnik:               | Rimski car (suvladar Marka Aurelija) | Nasljednik:         |
| Antonin Pio (138. – 161.) | Rimski car (suvladar Marka Aurelija) | Komod (180. – 193.) |

### Ostali projekti
|  | Zajednički poslužitelj ima stranicu o temi Ver |